# Live in Hollywood (album de Marianne Faithfull)
Pour les articles homonymes, voir Live in Hollywood.
 (janvier 2011).
Si vous disposez d'ouvrages ou d'articles de référence ou si vous connaissez des sites web de qualité traitant du thème abordé ici, merci de compléter l'article en donnant les références utiles à sa vérifiabilité et en les liant à la section « Notes et références ».
Live in Hollywood est l'enregistrement paru en 2005 d’un récital donné par Marianne Faithfull au Shepherd's Bush Empire[réf. nécessaire] la même année. Dans sa version « collector », il comprend un CD et un DVD de la performance de Faithfull l’année qui a suivi la sortie de l’album original Before the Poison.

## Liste des titres
| 1.  | Trouble in Mind                   |  |
| 2.  | Falling from Grace                |  |
| 3.  | She                               |  |
| 4.  | The Ballad of Lucy Jordan         |  |
| 5.  | No Child of Mine                  |  |
| 6.  | The Last Song                     |  |
| 7.  | Kissin' Time                      |  |
| 8.  | Times Square                      |  |
| 9.  | Working Class Hero                |  |
| 10. | Incarceration of the Flower Child |  |
| 11. | As Tears Go By                    |  |

| 1.  | Trouble in Mind                                 |  |
| 2.  | Falling from Grace                              |  |
| 3.  | Mystery of Love                                 |  |
| 4.  | Ballad of Lucy Jordan                           |  |
| 5.  | She                                             |  |
| 6.  | No Child of Mine                                |  |
| 7.  | Last Song                                       |  |
| 8.  | Kissin' Time                                    |  |
| 9.  | Times Square                                    |  |
| 10. | Working Class Hero                              |  |
| 11. | Incarceration of a Flower Child                 |  |
| 12. | Strange Weather                                 |  |
| 13. | Guilt                                           |  |
| 14. | As Tears Go By                                  |  |
| 15. | Sister Morphine                                 |  |
| 16. | Crazy Love                                      |  |
| 17. | Broken English                                  |  |
| 18. | Why D'ya Do It                                  |  |
| 19. | There Is A Ghost - vidéo portrait (piste bonus) |  |